# Ulaanbaatar
Ulaanbaatar (Mongools: Улаанбаатар), vroeger ook wel Oelanbator, is de hoofdstad van Mongolië. De stad kreeg zijn huidige naam tijdens de socialistische revolutie en betekent Rode Held. In 2013 woonden er iets meer dan 1,3 miljoen mensen in de hoofdstad, wat neerkomt op 42% van de gehele bevolking van Mongolië.

## Geschiedenis

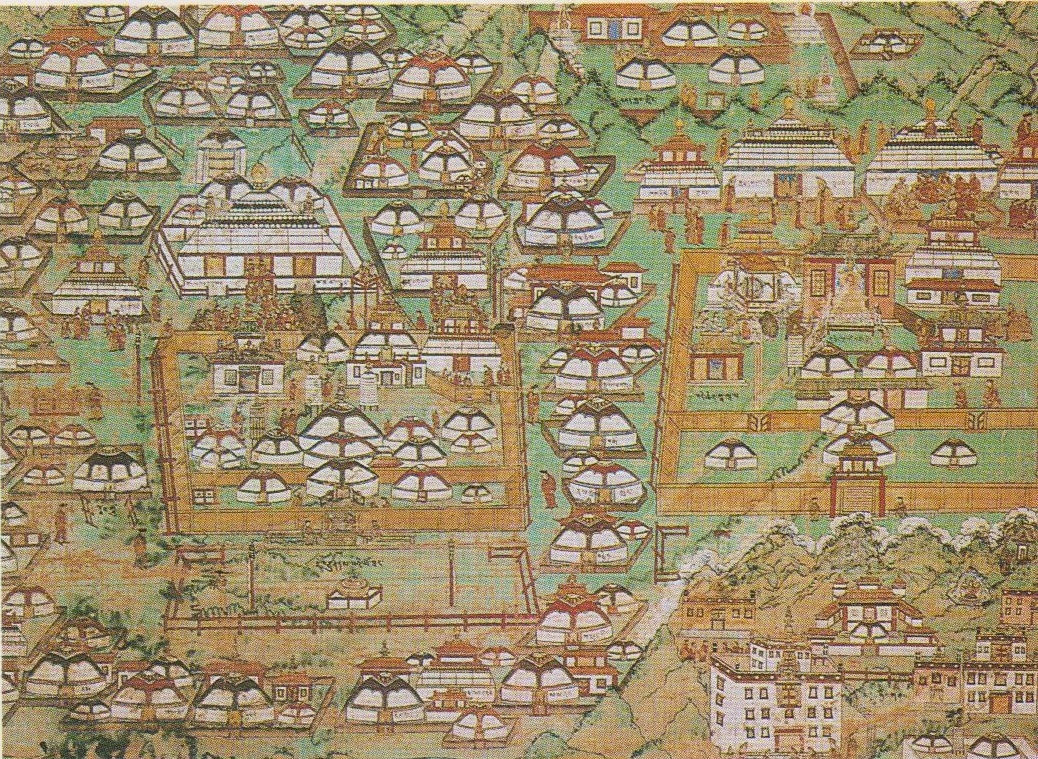
Urga in het midden van de 19e eeuw

Rond 1640 bestond er op de plaats van het huidige Ulaanbaatar een nederzetting met de naam Örgöö. Het Mongoolse woord Örgöö kan paleis of verblijfplaats van een belangrijk persoon betekenen. Die naam Örgöö is door de Russen verbasterd tot Urga. De naam Örgöö of Urga werd door de Mongolen zelf nauwelijks gehanteerd. Tot in de 20e eeuw noemden de Mongolen de stad Da Khüree. Een khüree is een Mongoolse term waarmee een groep gebouwen wordt bedoeld die in een cirkel zijn gesitueerd. Het was op deze plaats dat Zanabazar, de eerste Jebtsundamba, zijn eerste klooster bouwde. De stad was de plaats waar handel tussen Mongolen, Russen en Chinezen plaatsvond, maar ontwikkelde zich ook tot het religieuze centrum van het land. Na meer dan 25 keer verplaatst te zijn geweest bevindt de stad zich sinds 1778 op de huidige plek. De stad is ontstaan uit een serie joert-nederzettingen en er werd pas in de jaren twintig van de 20e eeuw voor het eerst in steen gebouwd, toen de eerste huizen langs de Laan van de Vrede verschenen. Dit gebeurde op het moment dat Mongolië onder invloed van de Sovjets stond, wat goed is te zien aan de architectuur: functionalistisch van aard, veel flatgebouwen en veel beton. Centraal in Ulaanbaatar ligt het Sükhbaatarplein, waaromheen zich de belangrijkste culturele en maatschappelijke gebouwen bevinden.

## Geografie

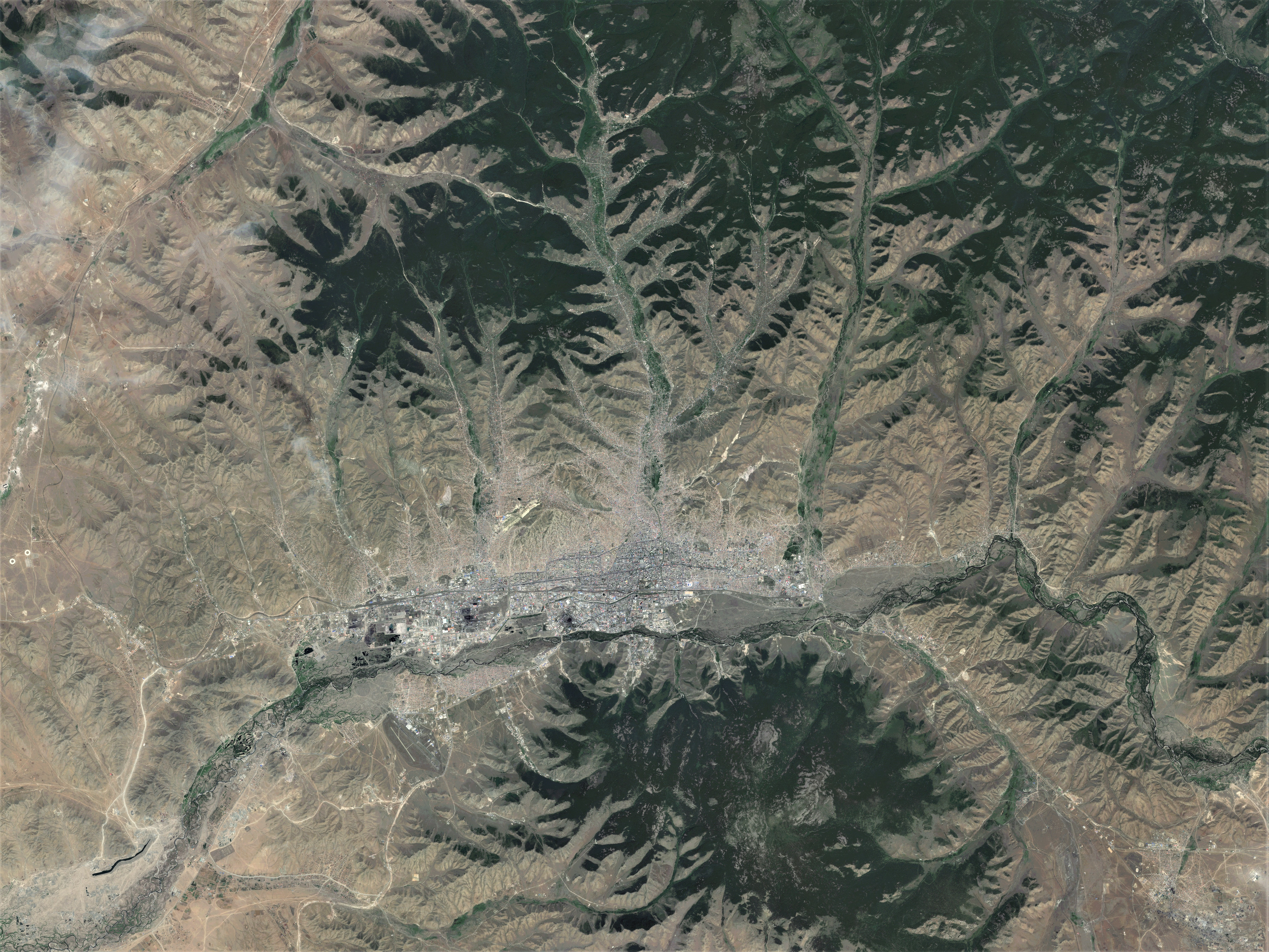
Satellietfoto Ulaanbaatar en omgeving

### Ligging
De stad ligt op een hoogte van 1.350 meter boven de zeespiegel in het dal van de Tuul, een zijrivier van de Selenga. Een zijrivier van de Tuul, de Selbe, mondt in Ulaanbaatar in de Tuul uit.

### Klimaat
Ulaanbaatar is de koudste hoofdstad ter wereld met een gemiddelde jaarlijkse temperatuur van -1,3 °C. In de winter kunnen de temperaturen dalen tot -40 °C terwijl in de zomer +35 °C mogelijk is. In het steppeklimaat valt weinig neerslag, waarvan het grootste deel in de zomer.

### Natuur
Het Gorkhi-Terelj Nationaal Park, gelegen op 70 kilometer van Ulaanbaatar.

## Cultuur

### Festival
Het Naadamfestival trekt jaarlijks zowel binnenlandse als  bezoekers van over de hele wereld. Het wordt gehouden van 11 tot en met 13 juli. Tijdens het festival worden verschillende traditionele Mongoolse sporten beoefend, waaronder Mongools worstelen, boogschieten en paardenraces. Het is de belangrijkste vakantie van het jaar in Mongolië.

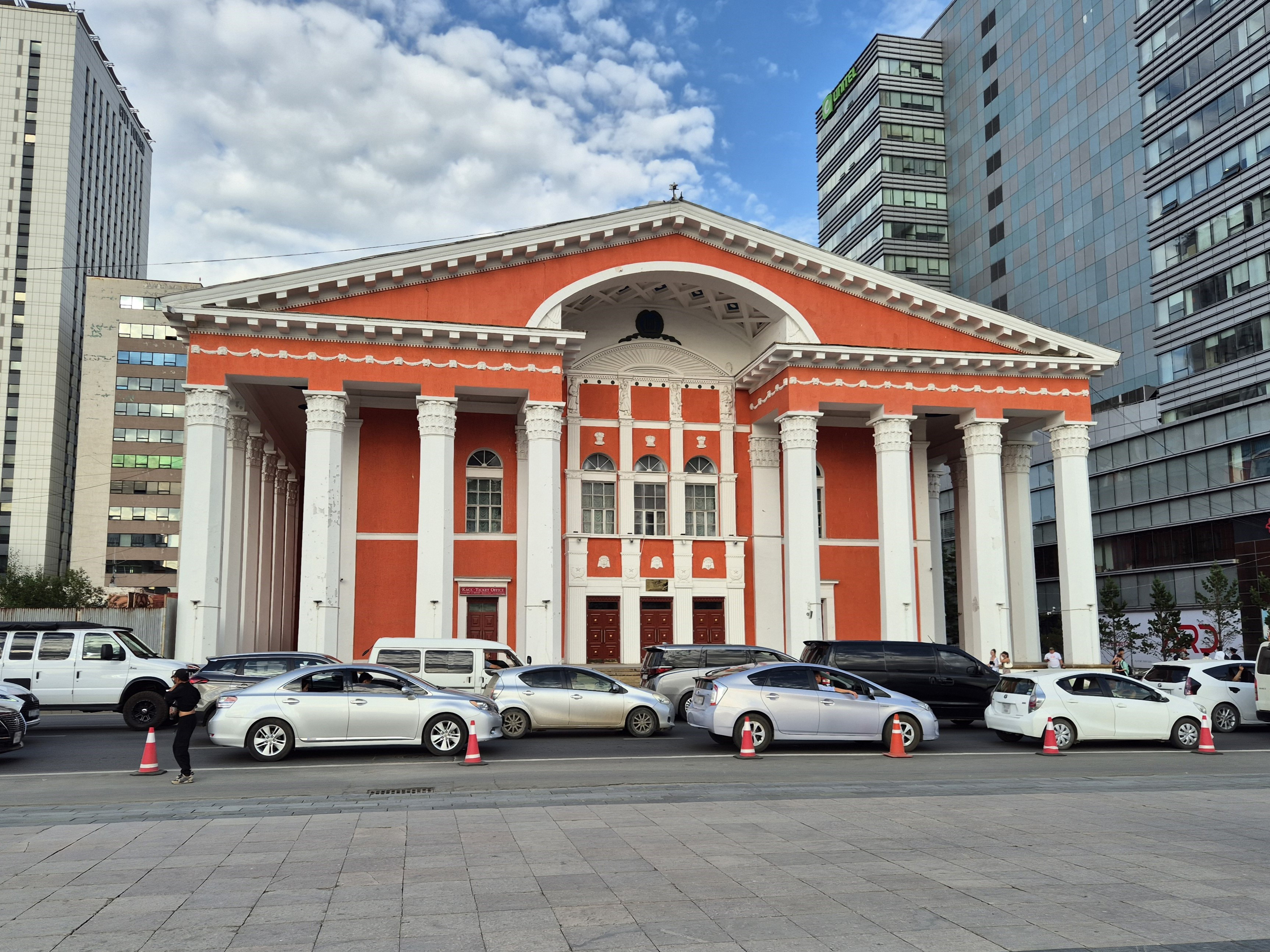
Operatheater
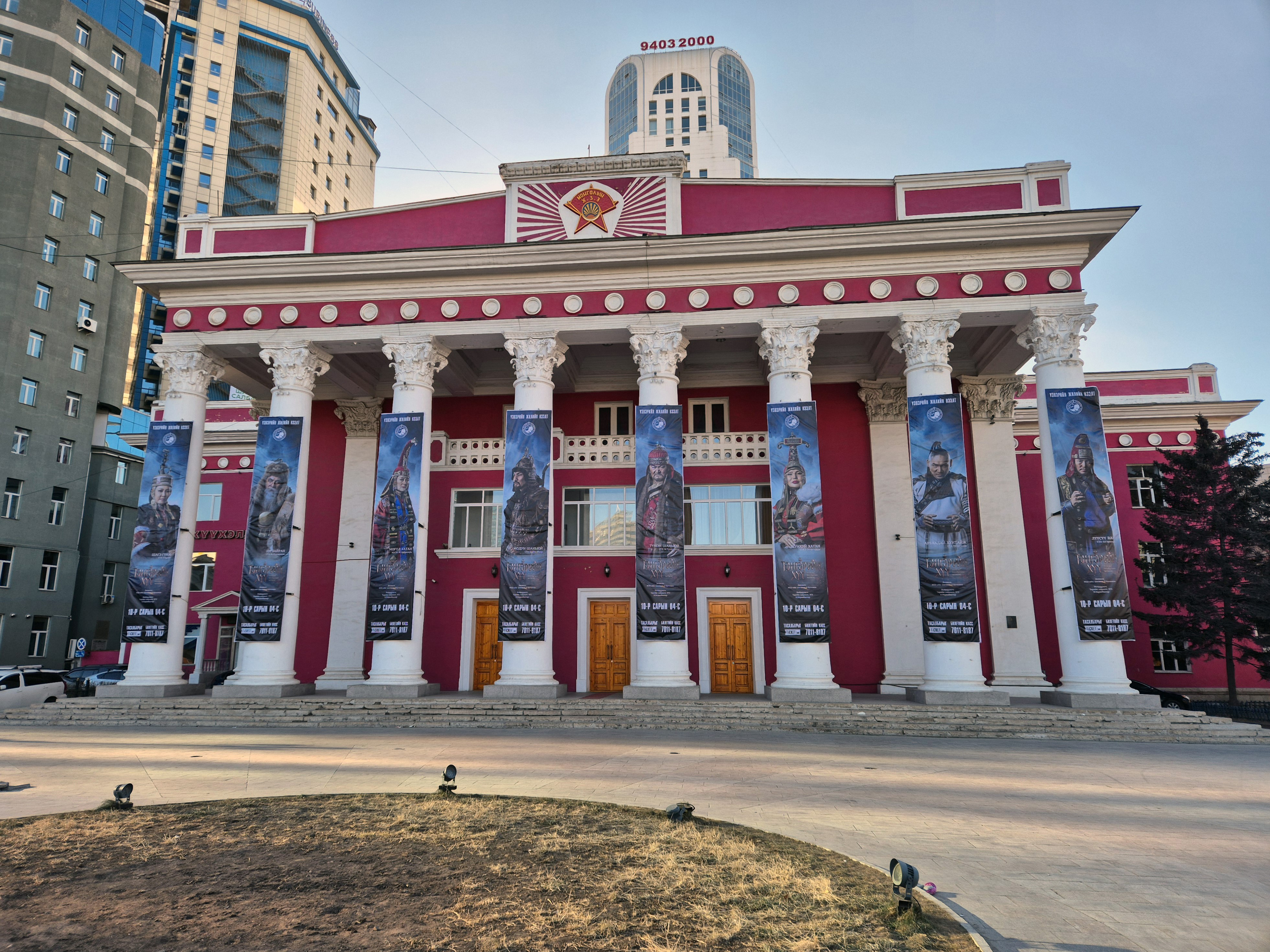
Dramatheater
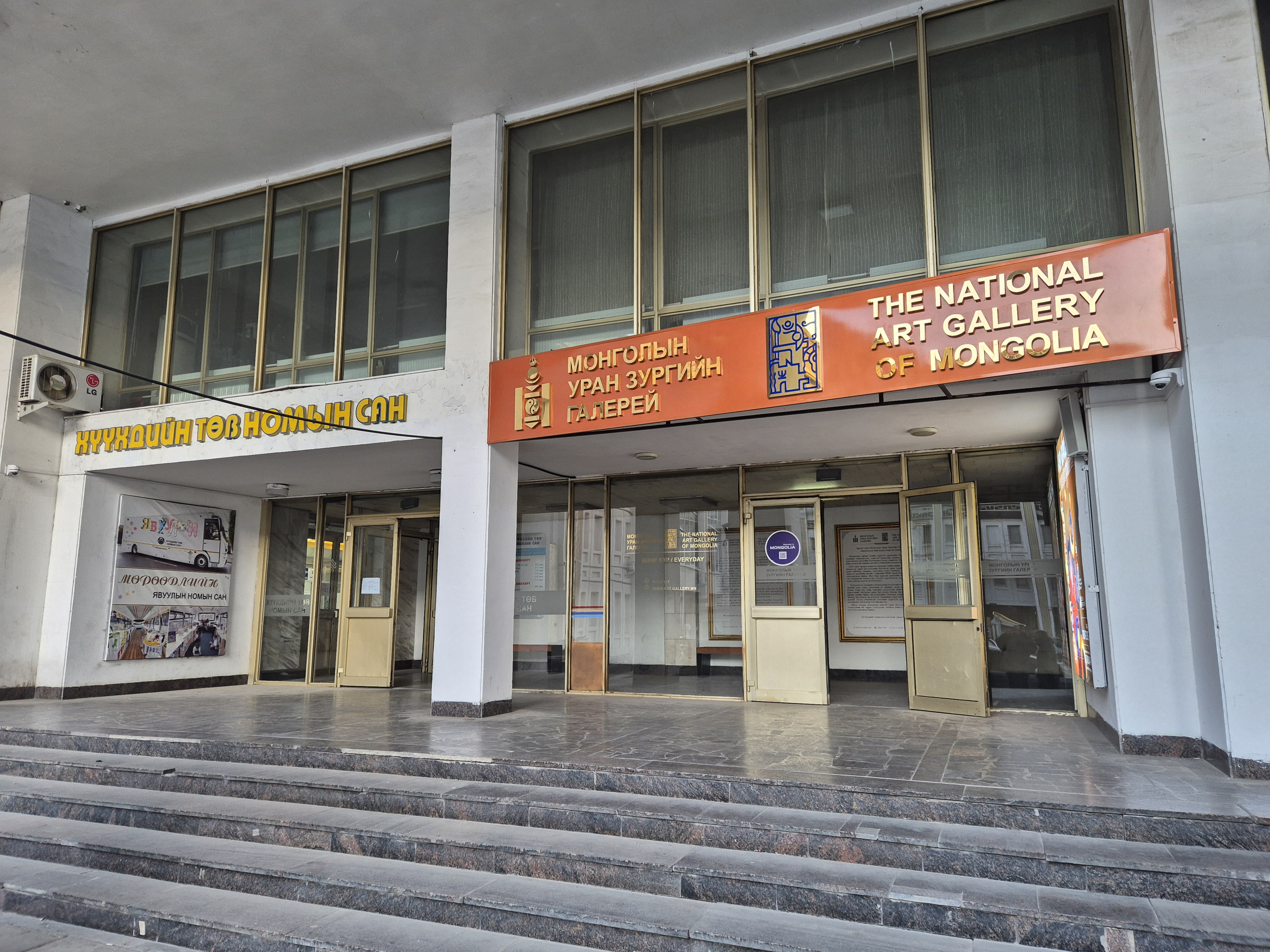
National Gallery

### Bouwwerken
- Natuurhistorisch Museum. Met in Mongolië gevonden dinosauriërfossielen.
- Sükhbaatarplein, met een standbeeld van Damdin Soeche Bator te paard gezeten. Aan de noordzijde ligt het Mongools Parlement, met grote standbeelden van Dzjengis Khan en diens kleinzoon Koeblai Khan.
- Mausoleum van Soeche Bator
- Gandanklooster, met een 26,5 meter hoog standbeeld van Migjid Janraisig.
- Winterpaleis van Bogda Khan
- Ulaanbaatar Opera
- Het Zaisan monument voor de gedode Russische soldaten in de Tweede Wereldoorlog in het zuiden van de stad.
- Centraal Stadion. De plaats waar het Naadam festival wordt gehouden.

## Transport

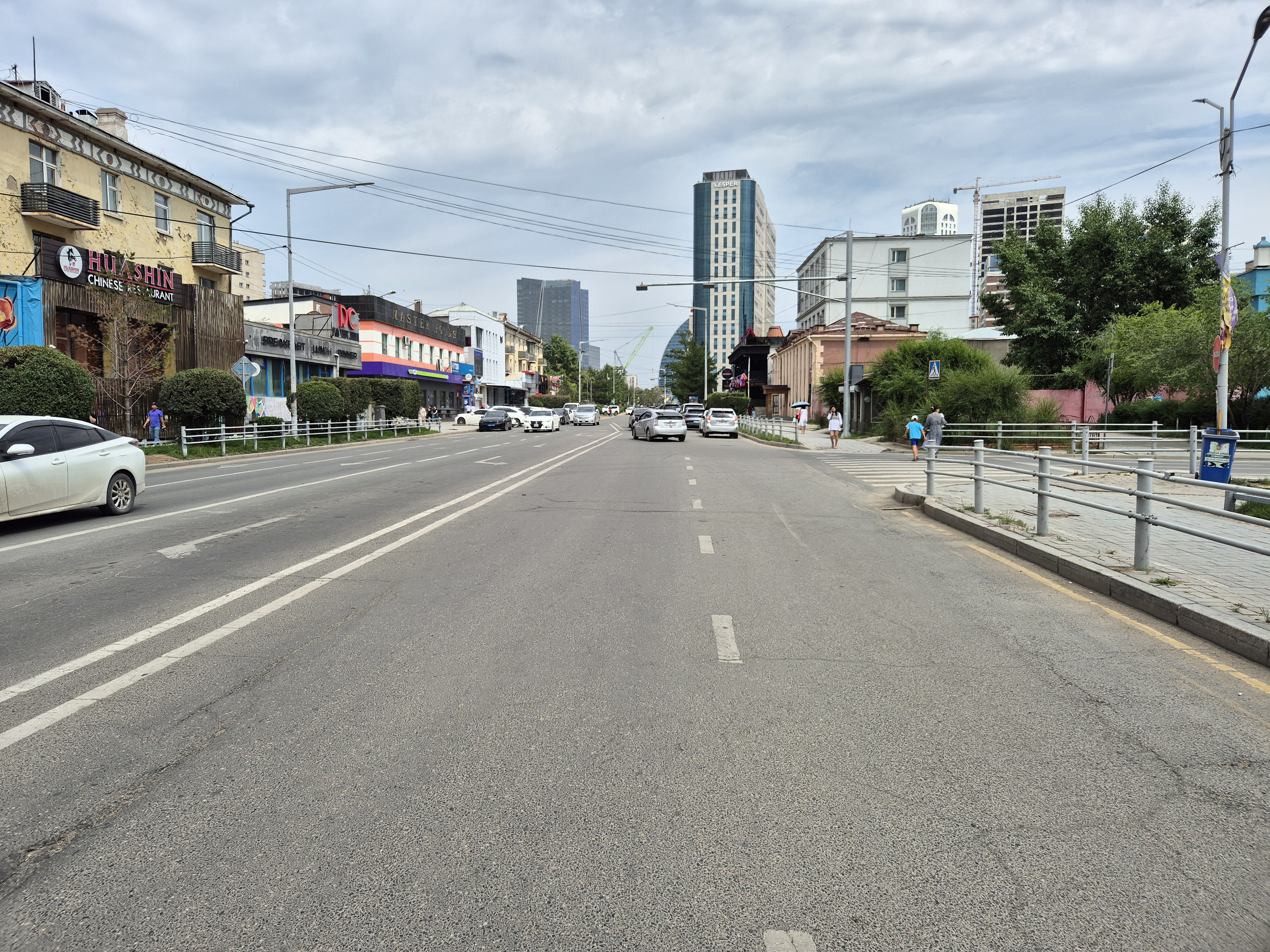
Hoofdstraat in Ulaanbaatar

Ulaanbaatar is het belangrijkste knooppunt op de Trans-Mongolische spoorlijn, die de Trans-Siberische spoorlijn verbindt met het Chinese spoorwegnet. Er zijn directe verbindingen naar onder andere Moskou en Peking.
Luchthaven Dzjengis Khan is de belangrijkste luchthaven van Mongolië. De A40 of Airport Expressway verbindt de hoofdstad Ulaanbaatar met deze internationale luchthaven,
Binnen de stad rijden verschillende trolleybussen en gewone bussen, meestal van Russische, Japanse of Koreaanse komaf. Daarnaast zijn er ook minibussen en taxi's.

### Luchtverontreiniging
Luchtvervuiling is een ernstig probleem in Ulaanbaatar, vooral in de winter. Concentraties van bepaalde soorten fijnstof (PM10) overschrijden regelmatig de door de WHO aanbevolen maximumgehalten met meer dan een dozijn keer. Ze overschrijden ook de concentraties gemeten in Noord-Chinese industriële steden. Tijdens de wintermaanden verduistert rook regelmatig het zicht en kan het zelfs tot problemen met het luchtverkeer op de lokale luchthaven leiden.
Bronnen van de vervuiling zijn voornamelijk de eenvoudige kachels gebruikt voor verwarming en koken in de stad, maar ook de lokale met steenkool aangedreven elektriciteitscentrales. Het probleem wordt verergerd door de ligging van Ulaanbaatar in een vallei tussen relatief hoge bergen, die de stad beschermen tegen de winterwinden en zo de luchtcirculatie belemmeren.

## Educatie
De Nationale Universiteit van Mongolië is gevestigd in Ulaanbaatar en heeft ongeveer 12.000 studenten. De universiteit werd opgericht op 5 oktober 1942 en is daarmee de oudste van het land.

## Partnersteden
- Ankara (Turkije), sinds 2003
- Denver (Verenigde Staten), sinds 2002
- Gold Coast (Australië)
- Irkoetsk (Rusland)
- Leeds (Verenigd Koninkrijk)
- Miyakonojo (Japan)
- Seoel (Zuid-Korea), sinds 1995
- Taipei (Taiwan)
- Tianjin (China)

## Bekende inwoners van Ulaanbaatar

### Geboren
- Damdin Soeche Bator (1893–1923), staatsman
- Inesa Pivovarova (1939), basketbalspeelster uit de Sovjet-Unie
- Mendsaikhany Enkhsaikhan (1955), voormalig premier en nu vicepremier
- Nambaryn Enchbajar (1958), president van Mongolië (2005-2009)
- Khaltmaagiin Battulga (1963), politicus; president van Mongolië (2017–2021)
- Uhnaagiin Hürelsüh (1968), president van Mongolië (2021-heden)
- Semjbataar Baatarsuren (1975), voetballer
- Dul Erdenebileg (1978), Internationaal Grootmeester dammen
- Asashōryū Akinori (Dolgorsüren Dagvadorj) (1980), sumoworstelaar
- Harumafuji Kōhei (1984), sumoworstelaar
- Bayasgalan Garidmagnai (1985), voetballer
- Sarnai Amar (1987), model